# فرونتنک (مینه‌سوتا)
فرونتنک (به انگلیسی: Frontenac) یک منطقهٔ مسکونی در ایالات متحده آمریکا است که در Florence Township واقع شده‌است. فرونتنک ۲۸۲ نفر جمعیت دارد و ۲۱۸ متر بالاتر از سطح دریا واقع شده‌است.